# Иван Станковић (музичар)
Иван Станковић Ивке (Београд, 24. јануар 1989) српски је музичар и бас гитариста.

## Каријера
Музичку каријеру започео је у Београду 2009. године као бас гитариста групе Леонардо, коју је чинио са Иваном Д. Миличићем (гитара), Миланом Миличићем (клавијатуре)и Владимиром Ћопићем (бубањ). Са групом Леонардо је од 2009. до 2010. свирао по београдским клубовима. Групу напушта 2011. године, а у априлу исте године почиње да ради као техничар у групи Рибља чорба са задатком припреме инструмената пре концерта и техничких интервенција током свирки.
У јануару 2012. заједно са Ненадом Радетићем на гитари и Борисом Граховцем на бубњевима почиње сарадњу, где постављају темеље за аутирски бенд којем се на пролеће 2011. године прикључује вокал Жељко Јовановић и заједно формирају хеви-рок групу ОРВЕЛ 69. Бенд је након оснивања наступао по Београду у клубовима Дангуба, Фест, Куглаш и Дом омладине. На Шумадија фесту у Крагујевцу наступали су први пут, са ауторским материјалом. Бенд у јануару 2018. објављеује мини ЕП.
Током 2018. Станковић је свирао бас на пројекту New – Old за две песме : Још ћу да лутам и Кише падају.
Дана 26. јуна 2021. године приступа групи Рибља чорба уместо преминулог Мише Алексића којег је већ до тада мењао на неким свиркама и постаје бас гитариста бенда. Током 2021. са Рибљом чорбом има прву свирку у Крагујевцу на Арсенал фесту.
Године 2022. са групом ОРВЕЛ 69 издаје први студијским албум под називом Пепео и прах, на коме се налази једанаест песама.